# Iwona Szmelter

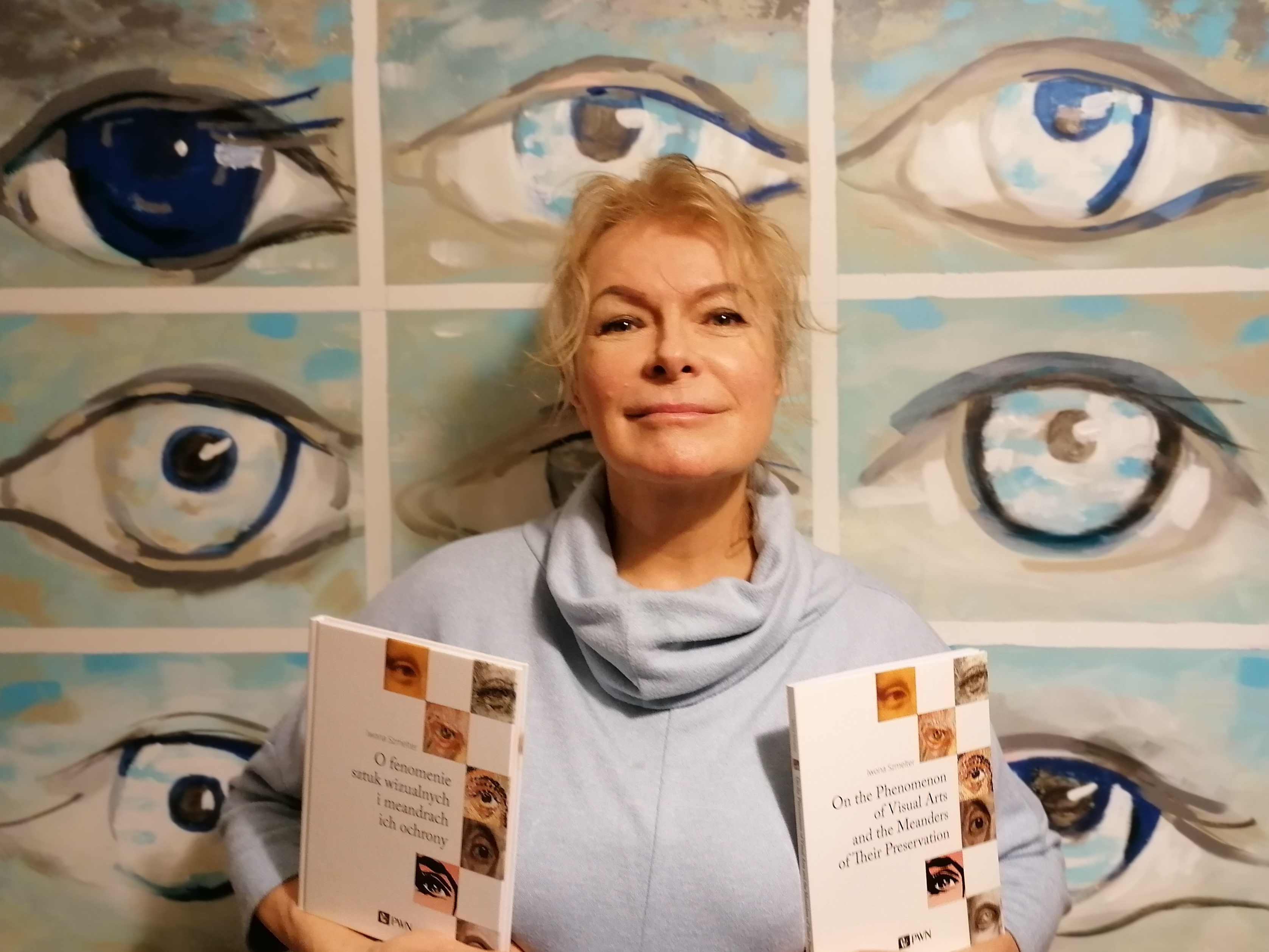
Iwona Szmelter, 2021.

Iwona Szmelter – artystka konserwatorka dzieł sztuki, akademicka nauczycielka i badaczka. Profesor doktor habilitowana nauki o sztukach plastycznych. Prowadzi prace w obszarze zarówno konserwacji i restauracji tradycyjnego malarstwa oraz na polu interdyscyplinarnych obiektów sztuki nowoczesnej. Jest wybitnym międzynarodowym autorytetem w obszarze konserwacji dzieł sztuki. Przywróciła dziedzictwo m.in. 152 rzeźbom Aliny Szapocznikow i setkom dzieł malarskich sztuki dawnej i współczesnej.
Malarka z zamiłowania oraz kuratorka wystaw m.in. Mirosława Bałki „Arbeitsplatz” (2011), autorka innowacyjnej wystawy instalacji i performansu w świetle zmysłów i emocji – „Zmysły” w Salonie Akademii (2013), wystaw trójprzestrzennego malarstwa Jana Tarasina zatytułowanych „Metamalarstwo” w Galerii XX1 w Warszawie oraz Galerii Miejskiej w Kaliszu (2017).

## Życiorys
Ukończyła w 1976 Uniwersytet im. Mikołaja Kopernika w Toruniu, Wydział Sztuk Pięknych, magisterium w specjalizacji „konserwacja malarstwa i rzeźby polichromowanej”. Asystentka-adiunktka w Muzeum Narodowym w Warszawie w latach 1976–1980. Odbyła studia podyplomowe na Uniwersytecie „La Sapienza” 1981 oraz staż w Instituto del Restauro w Rzymie 1981; uzyskała stanowisko naukowo-dydaktyczne na WKiRDS w ASP w Warszawie od 1981 i pracuje tam do dzisiaj. Uzyskała doktorat w 1987; habilitację w 1991; tytuł profesora nauk o sztukach plastycznych z nominacji Prezydenta Rzeczypospolitej w 1994. Profesor zwyczajny dr hab. od 2001; profesor badacz (scholar profesor) w Getty Research Institute w Los Angeles w 2007 r.
Pracuje od 1981 roku na Wydziale Konserwacji i Restauracji Dzieł Sztuki w Akademii Sztuk Pięknych w Warszawie, gdzie kierowała Pracownią Konserwacji i Restauracji Malarstwa, a obecnie Międzykatedralną Pracownią „NOVUM” Ochrony i Konserwacji Sztuki Nowoczesnej i Współczesnej. Prowadzi gościnnie wykłady na Podyplomowych Studiach Muzeologicznych na Uniwersytecie Warszawskim (od 1997 r.) oraz Uniwersytecie im. M. Kopernika w Toruniu (od 2013 r.).
Członkini w Polskiej Akademii Nauk; Wydziału I, w Komitecie Nauk o Sztuce; w różnych kadencjach w Prezydium, zastępczyni Przewodniczącego.

## Odznaczenia
W 2005 roku otrzymała Złoty Krzyż Zasługi przyznawany przez Prezydenta RP. W 2016 roku została odznaczona przez Ministra Kultury i Dziedzictwa Narodowego Złotym Medalem Gloria Artis.

## Projekty naukowe
Przeprowadziła kilkadziesiąt projektów naukowych w Polsce i za granicą. Do najważniejszych należą:
- „Zachować dla przyszłości” (od 1997 – projekt ciągły) na Uniwersytecie Artystycznym w Poznaniu wywiady z artystami środowiska wielkopolskiego oraz „Zachować dla przyszłości – Współcześnie artyści warszawscy[16] – wywiady z czołowymi artystami warszawskimi (M. Abakanowicz, M. Bałka, A. Jachtoma, S. Gierowski, A. Kobzdej, T. Pągowska, W. Sadley, J. Sempoliński, L. L. Tarasewicz, M. Woszczyński) wraz z Moniką Jadzińską[17];
- partnerka projektu „Cesare Brandi (1906-1988). His Thought and European Debate in the XX Century” (2006-2007), projekt Unii Europejskiej CULTURE 2000, koordynowany przez prof. Giuseppe Basile(inne języki) – The Sapienza University of Rome;
- ekspertka i uczestniczka projektu Unii Europejskiej „Inside Installation. Preservation and Presentation of Installation Art”[18] (2004-2007), dotyczącego konserwacji sztuki instalacji (33 czołowe muzea sztuki współczesnej i instytucje naukowe z Europy i USA)[19], a także partnerka w ERA 6th EU Research Framework Programme.
- współzałożycielka International Network for Conservation of Contemporary Art, kierowniczka projektu INCCA-CEE – powstała w 2009 r. sieć naukowa[20] dla Centralnej i Wschodniej Europy (INCCA – Central Eastern Europe): w zespole prof. Iwona Szmelter i dr Monika Jadzińska (vice);
- członkini Zarządu i Steering Committee „The Joint Programming Initiative on Cultural Heritahge and Global Change (JPI CH) (2010 – 2015), przedstawicielka Polski z ramienia MNiSW, programu powołanego z inicjatywy Rady Europy; ekspertka ds. Projektów Cultural Heritage UE (2010-2014)[21]; uczestniczka pilotażowego projektu naukowego „SMART-VALUE”.
- Projekt „Charmemling” w ramach MoLab CHARISMA EU, kilku międzynarodowych kampanii badawczych w latach 2010–2012, identyfikacji tryptyku „Sąd Ostateczny” autorstwa Rogiera van der Weydena i Hansa Memlinga, z Muzeum Narodowego w Gdańsku[22]
- partnerka projektu NACCA[23] (New Approaches in the Conservation of Contemporary Art)[24] (2015-2019) i promotorka w europejskiej szkole doktorskiej im. Marii Curie Skłodowskiej[25], kształcącej nowe pokolenie zawodowych kuratorów, konserwatorów i badaczy akademickich. Kluczowym celem jest zachowanie najnowszego dziedzictwa sztuk wizualnych;
- autorka projektów i zrealizowanych dzieł konserwatorskich[26].

## Publikacje i książki[27]
- Szmelter, Iwona et al., URBAN ART: I CO DALEJ – ZAGADNIENIA OCHRONY SZTUKI WSPÓŁCZESNEJ[28], URBAN ART – And What Next? The Issues of Preservation of Contemporary Art[29]
- O fenomenie sztuk wizualnych i meandrach ich ochrony. Filozofia, elementy nowej teorii i praktyki konserwacji, monografia, Wydawnictwo Naukowe PWN, Warszawa 2020[30]
- About the phenomenon of visual arts and the meanders of their preservation. Philosophy, elements of the new theory and practice of conservation, monography, Wydawnictwo Naukowe PWN, Warszawa 2021[31]
- Szmelter Iwona, Kurkowska Joanna, The Innovative Approaches Of Complex Care For Alina Szapocznikow Legacy with Case Studies. New Insight Into Preservation Theory Of Contemporary Art, „Science and Art. The Contemporary Painted Surface, Royal Society of Chemistry, Londyn 2019, RSC CAMBRIDGE, rozdział 5, s. 108–149
- Sztuka w procesie/Proces w sztuce. Ku nowej filozofii ochrony dziedzictwa kultury, koncepcja, projekt badawczy, redakcja naukowa, autorstwo wstępu i 1 rozdziału, Wydawnictwo ASP, Warszawa 2017[32]
- Jan Tarasin. Metamalarstwo, Wydawnictwo ASP, Warszawa 2017[33]
- Fenomen „MULTIPARTU W PROCESIE” TADEUSZA KANTORA jako nowy rozdział w myśleniu i opiece nad sztuka współczesną, monografia, Wyd. Akademii Sztuk Pięknych w Warszawie 2015 (j.pol., j.ang., j.franc.)
- Innovative Approach to the Complex Care of Contemporary Art, series Knowledge Tree, monograph in English language, International Network of Conservation of Contemporary Art – Central Eastern Europe (INCCA-CEE), Archetype Publications, London / Wydawnictwo ASP Warszawa, 2012[34]
- Iwona Szmelter et al., Sztuka dla nas i potomnych; Drzewo wiedzy; Żywotność sztuki, Art for us and our descendants; The Knowledge Tree; About Contemporary Artists ; Art Lifespan, monografia dwujęzyczna, polsko-angielska, Poznań-Warszawa, 2012, dwa DVD z wywiadami z artystami poznańskimi
- Holizm to przyszłość? Całościowa perspektywa ochrony dziedzictwa kultury materialnego, niematerialnego i cyfrowego/Is holizm the future? Overall perspective of protecting the tangible, intangible and digital-born cultural heritage; Wiadomości Konserwatorskie • Journal of Heritage Conservation • 56/2018, 33-52[35]
- Elementy Nowej Teorii Konserwacji Dziedzictwa Sztuki Wizualnej. Ratunek Dla Ochrony Dawnej Sztuki Nietypowej I Sztuki Współczesnej/ Elements Of The New Theory Of Conservation Of The Heritage Of Visual Art. Necessity For The Protection Of Atypical Old And Contemporary Art”; Sztuka i Dokumentacja, SiD 2017, s. 155–180, English abstract s. 182-183[36]
- Szmelter Iwona et al. Multi-criterial Studies of the Masterpiece ‘The Last Judgement’ attributed to Hans Memling, at the National Museum of Gdańsk (2010-2013), [w:] „Science and Art. The painted Surface” (red.) Sgamellotti A., Brunetti B., Milianim C., Royal Society in Chemistry, RSC Cambridge 2014, s. 230–251
- New Values of Cultural Heritage and the Need for a New Paradigm Regarding its Care, [w:] CeROArt 2013[37]
- Sztuka konserwacji i restauracji. Cesare Brandi (1906-1988). Jego myśl i debata o dziedzictwie. Sztuka konserwacji-restauracji w Polsce; Materiały z sesji naukowej Wilanów 5-6.10.2007, tom pod red. I. Szmelter, M. Jadzińska, Warszawa 2007;
- Współczesna teoria konserwacji i restauracji dóbr kultury. Zarys zagadnień, „Ochrona Zabytków” 2006, nr 2[38]
- The Strategy of Project Decision Making Design in Conservation Policy,5th EC Conference, Postprints, Cracow, Cultural Heritage Research: a Pan-European Challenge, 2002[39].